# Lepidosperma gahnioides
Lepidosperma gahnioides är en halvgräsart som beskrevs av Russell Lindsay Barrett. Lepidosperma gahnioides ingår i släktet Lepidosperma och familjen halvgräs. Inga underarter finns listade i Catalogue of Life.